# Климат Феодосии
Климат Феодосии является промежуточным между степным и субтропическим.
Смешанный характер климата объясняется тем, что Феодосия расположена на стыке степной зоны, окраины Крымских гор, а также черноморского бассейна. Согласно микроклиматической классификации Крыма, в северо-восточной части города климат характеризуется как Керченский причерноморский, очень засушливый, умеренно жаркий с очень мягкой зимой. В остальной части наличествует Юго-восточный тип климата: очень засушливый, жаркий с очень мягкой зимой. Характерен длительный засушливый период длиной около 260 дней, завершающийся в среднем 15 ноября. Низкое среднегодовое количество осадков (495 мм) приводит к большoму количеству солнечного излучения (в среднем 2320 часов в году в Феодосии светит солнце), что на 3 % больше чем в Ялте. Таким образом, число часов солнечного сияния в Феодосии в среднем за год достигает 56 % от возможного, и этот показатель идентичен другим городам сухостепной зоны юго-восточного Крыма (Старый Крым и Керчь).

## Характеристика
- Среднегодовая температура воздуха составляет +12,8 °С, наиболее низкая она в январе (+2,0 °С) и феврале (+2,4 °С), наиболее высокая — в июле (+24,8 °С).
- Наиболее низкая среднемесячная температура воздуха в истории метеонаблюдений в городе была зафиксирована в феврале (−11,5 °С), в 1954 году, а наиболее высокая зимняя среднемесячная температура — в январе, когда она составила +7,9 °С (в 1915 году).
- Наиболее низкая среднемесячная температура в июле (+20,7 °С) наблюдалась в 1912 году, что ровно на шесть градусов теплее чем он выдался в Москве, таким образом аномалия составила −4.1 градус, наиболее высокая (+27,4 °С) — в 1938 году.
- Абсолютный минимум температуры воздуха (−25,2 °С) зафиксирован 14 февраля 1911 года, абсолютный максимум (+38,1 °С) — 7 августа 2010 года.
- В последние 100 лет среднегодовая температура воздуха в Феодосии имеет тенденцию к повышению. На протяжении этого периода она повысилась приблизительно на 1,0 °С. Наибольшее повышение температуры пришлось на период с января по июнь.
- В среднем за год в Феодосии выпадает 495 мм атмосферных осадков, меньше всего — в июле, больше всего — в декабре.
- Минимальное годовое количество осадков (192 мм) наблюдалось в 1902 году- , максимальное (700 мм) — в 1997 году
- Максимальное суточное количество осадков (109 мм) зафиксировано 23 июня 1977 года.
- В среднем за год в городе наблюдается 110 дней с осадками; меньше всего их (6) в августе, больше всего (14) — в декабре.
- Облачность в городе сравнительно небольшая; наименьшая она в августе, наибольшая — в декабре.

| Показатель                               | Янв. | Фев.  | Март | Апр. | Май  | Июнь | Июль | Авг. | Сен. | Окт.  | Нояб. | Дек.  | Год  |
| ---------------------------------------- | ---- | ----- | ---- | ---- | ---- | ---- | ---- | ---- | ---- | ----- | ----- | ----- | ---- |
| Абсолютный максимум, °C                  | 19,1 | 18,6  | 27,1 | 27,5 | 31,9 | 35,4 | 37,9 | 38,1 | 33,3 | 29,0  | 26,9  | 21,8  | 38,1 |
| Средний суточный максимум, °C            | 4,7  | 5,1   | 8,5  | 14,6 | 20,6 | 25,7 | 29,1 | 28,7 | 23,2 | 17,0  | 10,8  | 6,5   | 16,2 |
| Средняя температура, °C                  | 2,0  | 2,4   | 5,8  | 10,9 | 16,7 | 21,9 | 24,8 | 24,6 | 19,3 | 13,5  | 7,9   | 4,1   | 12,8 |
| Средний суточный минимум, °C             | −0,8 | −1,1  | 2,0  | 7,2  | 12,3 | 16,8 | 19,8 | 19,5 | 14,6 | 9,6   | 4,7   | 1,2   | 8,8  |
| Абсолютный минимум, °C                   | −25  | −25,2 | −14  | −5,5 | 1,1  | 5,0  | 9,1  | 9,4  | 1,4  | −11,2 | −14,9 | −18,6 | −25  |
| Норма осадков, мм                        | 36   | 41    | 42   | 37   | 36   | 43   | 30   | 48   | 45   | 38    | 48    | 51    | 495  |
| Источник: pogoda.ru.net, Погода и климат |      |       |      |      |      |      |      |      |      |       |       |       |      |

С севера и востока Феодосия открыта для холодных, сильных ветров, характерных для зимнего периода. Однако, даже в самом холодном месяце года — феврале — средняя температура воздуха часто бывает выше нуля. Число часов солнечного сияния составляет 2320 в год, что больше, чем в Ялте. Температура морской воды летом, в среднем, +19,8 °C, а в июле — августе до +21,1 °C. Купальный сезон продолжается 114 дней в году, с мая по октябрь.